# Taminéi (dème)
Le dème de Taminéi, en grec moderne : Δήμος Ταμιναίων / Dímos Taminéon, ou simplement Ταμιναίοι / Taminéi, est un ancien dème de l'île d'Eubée, en Grèce. Son siège était le village d'Alivéri. Le dème est supprimé, en 2010, lorsqu'il est fusionné avec le nouveau dème de Kými-Alivéri.
Selon le recensement de 2011, la population de Taminéi compte 9 764 habitants.